# Dante Bernini
Dante Bernini (ur. 20 kwietnia 1922 w La Quercia, zm. 27 września 2019 tamże) – włoski duchowny rzymskokatolicki, w latach 1982–1999 biskup Albano.

## Życiorys
Święcenia kapłańskie przyjął 12 sierpnia 1945. 30 października 1971 został mianowany biskupem pomocniczym Albano ze stolicą tytularną Assidona. Sakrę biskupią otrzymał 8 grudnia 1971. 10 lipca 1975 objął rządy w diecezjach Velletri i Segni, a 8 kwietnia 1982 został mianowany biskupem Albano. 13 listopada 1999 przeszedł na emeryturę.